# Carlos Zilio
Carlos Augusto da Silva Zilio (Rio de Janeiro,  1944) artista visual e professor brasileiro.                 Dedica-se às artes plásticas desde 1965, tendo estudado com Iberê Camargo. Formou-se pelo Instituto de Belas Artes do Rio de Janeiro e, posteriormente, cursou Psicologia. Foi perseguido durante a repressão política nos anos 1970 e exilou-se na França, onde conclui o doutorado em História da Arte. De volta ao Brasil, paralelamente à carreira artística, foi professor da PUC do Rio de Janeiro até 1994. Foi fundador e editor da Revista Gávea.
Participou de inúmeras exposições coletivas, nacionais e internacionais, tais como Opinião 66, Nova Objetividade em 1967, IX Bienal de São Paulo, X Bienal de Paris e Bienal do Século XX.
Entre as exposições individuais destacam-se as realizadas no MAM-Rio, na Galeria Paulo Klabin (RJ e SP), no Gabinete de Arte Raquel Arnaud (SP), na Galeria HAP (RJ), no Paço Imperial e na Estação Pinacoteca de São Paulo.

Foi professor na PUC (Pontificia Universidade Católica) do Rio de Janeiro e na Escola de Belas Artes da Universidade Federal do Rio de Janeiro, EBA/UFRJ, onde lecionou nos programas de mestrado e doutorado em Linguagens Visuais. 

## Ligação externa
- Site Oficial do Artista
- Galeria Raquel Arnaud
- Enciclopédia Itaú Cultural